# Étouy
Étouy [etwi] ist eine französische Gemeinde mit 839 Einwohnern (Stand 1. Januar 2022) im Département Oise in der Region Hauts-de-France. Sie gehört zum Arrondissement Clermont, zur Communauté de communes du Clermontois und zum Kanton Clermont.

## Geographie
Die Gemeinde Étouy liegt an der Brèche, 15 Kilometer östlich von Beauvais. Bis 1973 bestand ein Bahnhaltepunkt an der Strecke Beauvais – Clermont außerhalb des Gemeindegebiets.

## Geschichte
Im Jahr 1732 kamen die Herrschaften von Étouy, Litz und La Rue-Saint-Pierre an den Herzog von Fitz-James.

### Bevölkerungsentwicklung
| Jahr                       | 1962 | 1968 | 1975 | 1982 | 1990 | 1999 | 2006 | 2012 | 2021 |
| -------------------------- | ---- | ---- | ---- | ---- | ---- | ---- | ---- | ---- | ---- |
| Einwohner                  | 681  | 624  | 663  | 691  | 814  | 772  | 790  | 795  | 826  |
| Quellen: Cassini und INSEE |      |      |      |      |      |      |      |      |      |

## Sehenswürdigkeiten
- Kirche Saint-Martin mit Chor aus dem 16. Jahrhundert, die übrigen Teile im 19. Jahrhundert rekonstruiert.[1] In die Wand eingelassen ein Grabdenkmal für Adrien de Vignacourt und seine Gemahlin Louise de Saint-Périer, in die Base Palissy eingetragen.[2]
- Bürgerhaus in der Rue Crèvecoeur
- Wassermühle in der  Rue des Glaieuls

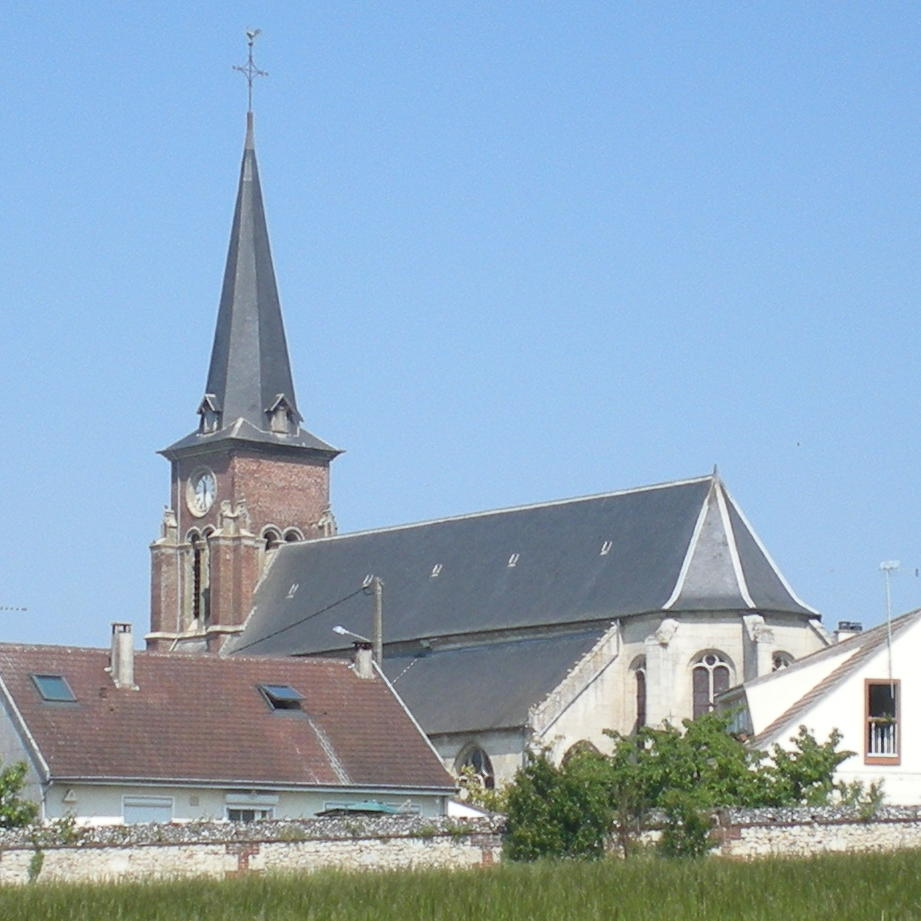
Kirche Saint-Martin
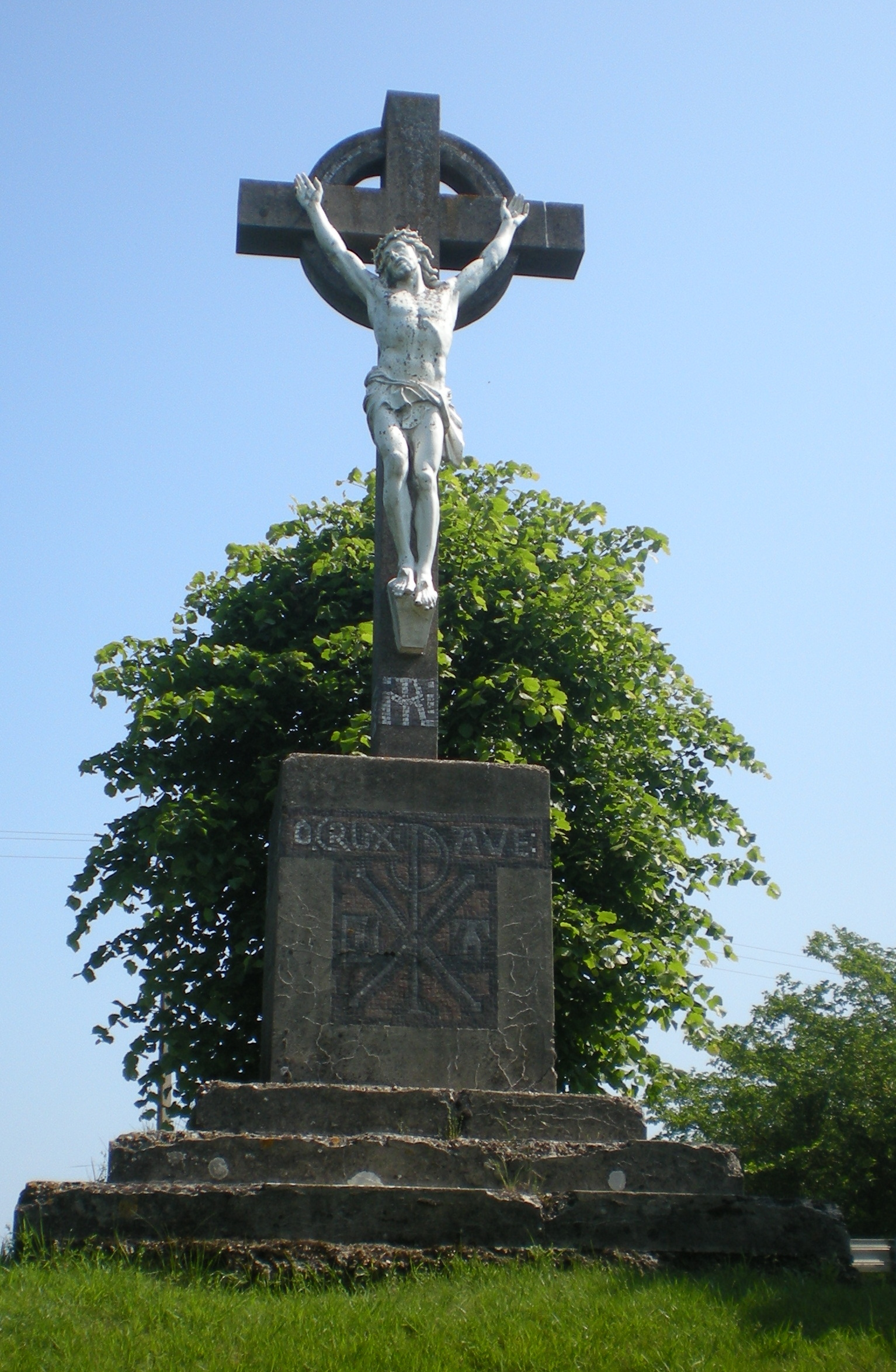
Calvaire
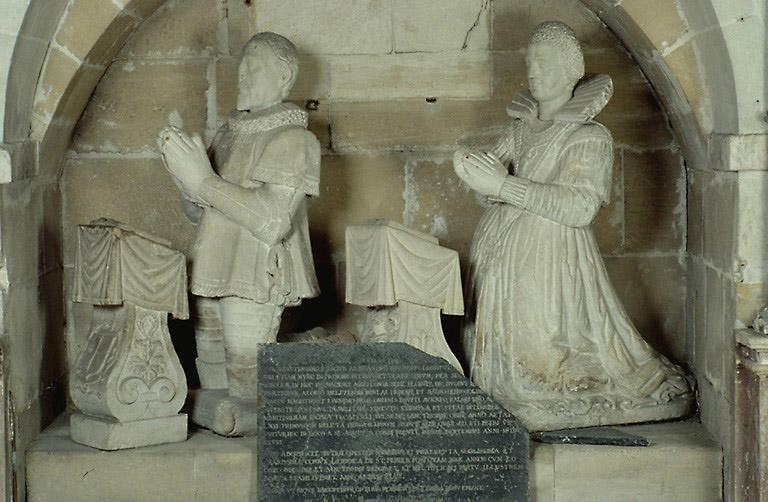
Grabdenkmal für Adrien de Vignacourt und seine Gemahlin Louise de Saint-Périer
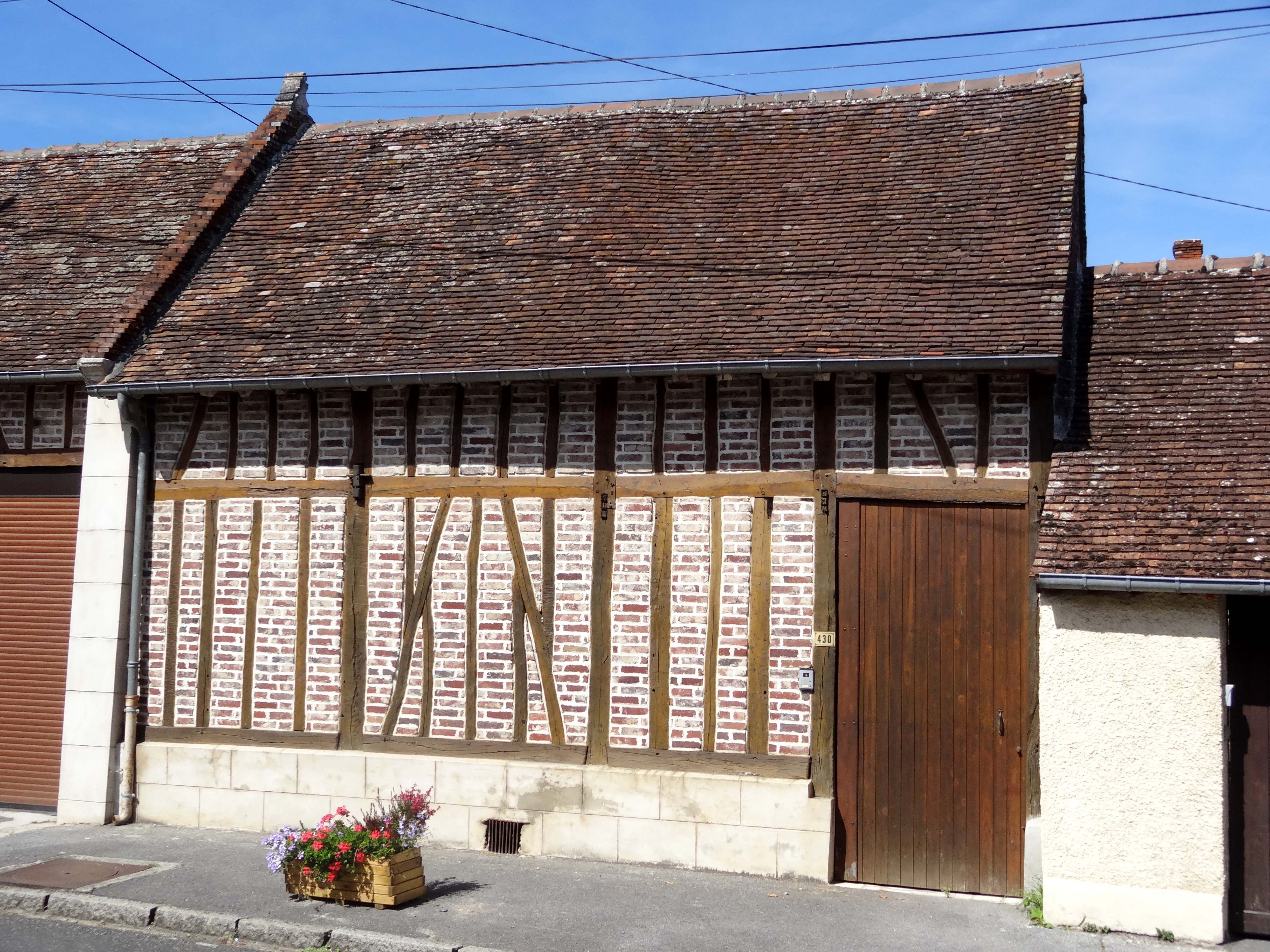
Fachwerkhaus in der Rue Saint-Martin
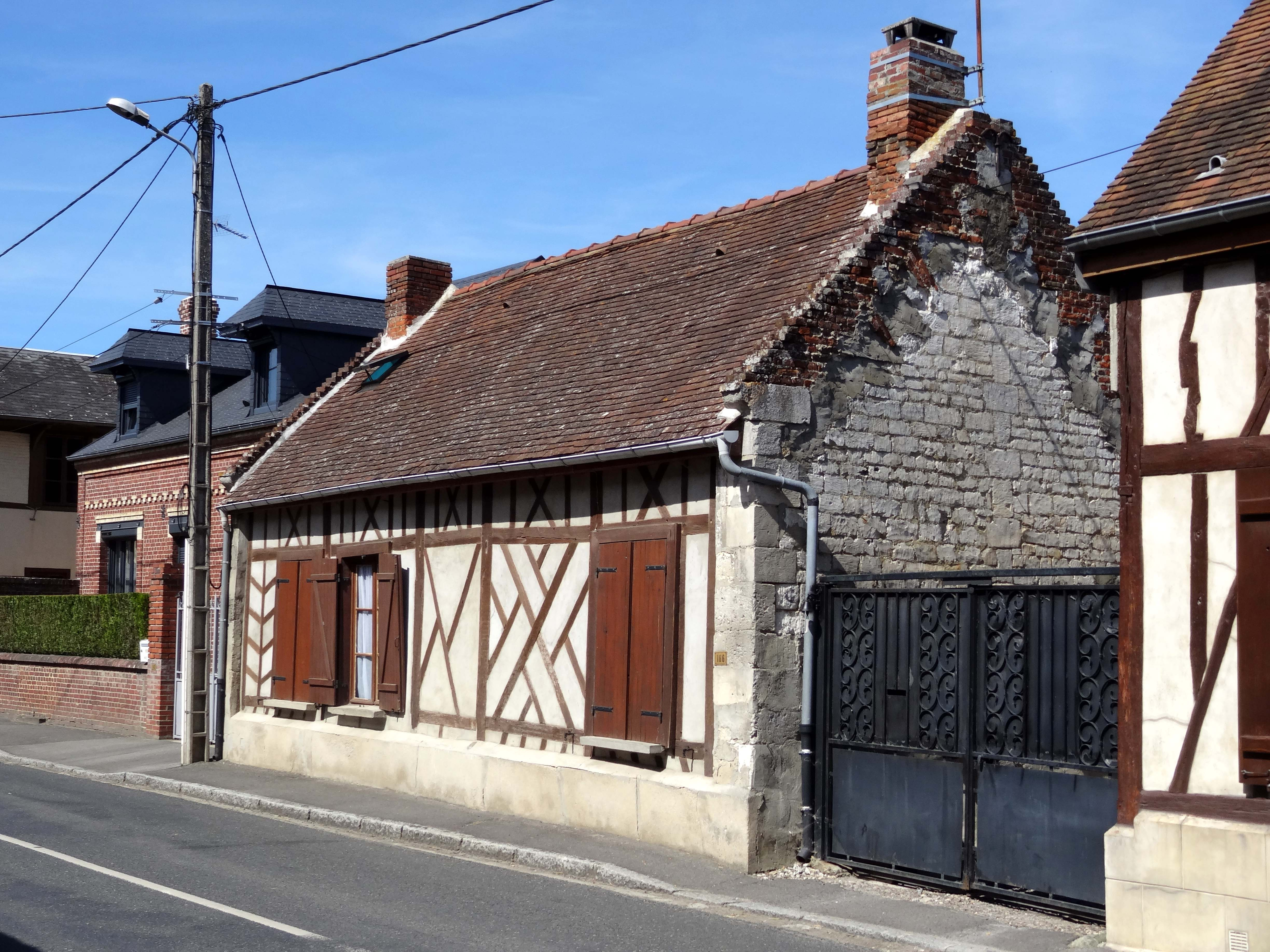
Fachwerkhaus in der Rue Saint-Martin